# Philippe Autexier
Philippe Alexandre Autexier (* 18. August 1954 in Châtellerault; † 8. Juni 1998 in Poitiers) war ein französischer Musikwissenschaftler.

## Leben
Philippe Alexandre Autexier war ein französischer Musikhistoriker, Musikwissenschaftler, Journalist und freimaurerischer Forscher, dessen Recherchen zu W. A. Mozart und anderen freimaurerischen Komponisten von besonderer Bedeutung sind.
Er hat an mehreren Konservatorien und Universitäten von Frankreich, Italien, Deutschland, Großbritannien und den Vereinigten Staaten gelehrt.
Autexier erarbeitete kritische Editionen von musikalischen Werken und Dokumenten zur Musikgeschichte von Mozart bis Béla Bartók. Er hat auch zahlreiche Radioprogramme in französischen, englischen, deutschen und Schweizer Radiosendern gestaltet.
1998 nahm er sich das Leben.

## Nachlass
Der wissenschaftliche Nachlass Autexiers wird im Freimaurer-Archiv zu Bayreuth verwahrt. Seine Recherchen lassen u. a. darauf schließen, dass die Österreichische Bundeshymne nicht von Mozart, sondern vielmehr von Paul Wranitzky komponiert wurde.

## Publikationen (Auswahl)
- Béla Bartók, Musique de la Vie: ouvrage récompensé par le Prix international Béla Bartók en 1981. Stock Musique, 1981.
- Les œuvres témoins de Mozart. Éditions A. Leduc, 1982.
- Mozart & Liszt Sub-rosa. Centre Mozart, 1984.
- Mozart: ouvrage de référence sur Mozart. Champion, 1987.
- Don Giovanni. Éditions Philippe Olivier, 1990.
- La Colonne d'harmonie, histoire théorie et pratique. Détrad, 1991.
- La Lyre maçonne. Détrad, 1991.
- Beethoven – La force de l'absolu (= coll. Découvertes Gallimard. nº 106). Gallimard, 1991.
- Une approche mozartienne du symbolisme tonal. Centre Mozart, 1994.
- L'art de la planche. Detrad, 1996.
- Lyra Latomorum. Das erste deutsche Freimaurerliederbuch. ([Aus dem Nachlass veröffentlicht].  freimaurerforschung.de; PDF; 1,7 MB).